# Marie Wackwitz
Marie Wackwitz geborene Johanna Marie Louise Zinske, (* 11. Januar 1865 in Löbau; † 23. November 1930 in Dresden) war eine sozialistische Politikerin, Frauenrechtlerin und Journalistin.

## Leben
Die Tochter eines Maurergesellen besuchte die Volksschule und trat 1889 in einen Arbeiterbildungsverein und 1890 in die SPD. In letzterer war seit 1901 als Agitatorin des SPD-Parteivorstandes für die Organisierung von Frauen in Sachsen zuständig sowie mehrfach Parteitagsdelegierte. Daneben arbeitete sie an der von Clara Zetkin redigierten Zeitschrift Die Gleichheit mit.
1917 trat Marie Wackwitz der neu gegründeten USPD bei. 1919 leitete sie die USPD in der Region um Weißenfels und gehörte dem Reichsfrauenausschuss der Partei sowie der Redaktion der USPD-Zeitschrift Die Kämpferin an. Im Juni 1920 für den Wahlkreis Merseburg in den Reichstag gewählt, zählte sie zum linken Flügel der USPD, welcher sich Ende des gleichen Jahres mit der KPD zur VKPD zusammenschloss. Im Rahmen der innerparteilichen Auseinandersetzungen um die Märzkämpfe in Mitteldeutschland 1921 unterstützte Marie Wackwitz die Parteivorsitzenden Paul Levi und Ernst Däumig und trat im September 1921 aus der KPD aus. Marie Wackwitz gehörte in den Folgemonaten zur kurzlebigen Kommunistischen Arbeitsgemeinschaft (KAG) und schloss sich mit dieser im Frühjahr 1922 wieder der USPD an, mit dem Gros der USPD kehrte sie wiederum im folgenden Herbst zur SPD zurück.
In den Folgejahren betätigte sich Marie Wackwitz publizistisch und war Vorsitzende des SPD-Frauenausschusses und der Arbeiterwohlfahrt im Bezirk Halle-Merseburg. 1924 und 1928 kandidierte sie erfolglos für den Reichstag.